# Christian Friedrich von Küssow
Christian Friedrich Graf von Küssow (* 1721; † 16. Februar 1758) war ein preußischer Landrat. Er stand von 1749 bis zu seinem Tode dem Kreis Soldin vor.
Er wurde in Pommern als Angehöriger der pommerschen uradligen Familie von Küssow geboren. Sein Vater Bernd Joachim von Küssow (* 1687; † 1743) war Landrat des Kreises Pyritz. Seine Mutter war eine geborene von Burgsdorff.
Christian Friedrich von Küssow studierte ab 1738 an der Universität Greifswald. Er trat in die preußische Armee ein, wo er zuletzt Leutnant im Regiment Gensdarmes war. Nach seinem Abschied zog er auf das väterliche Gut Megow in Pommern.

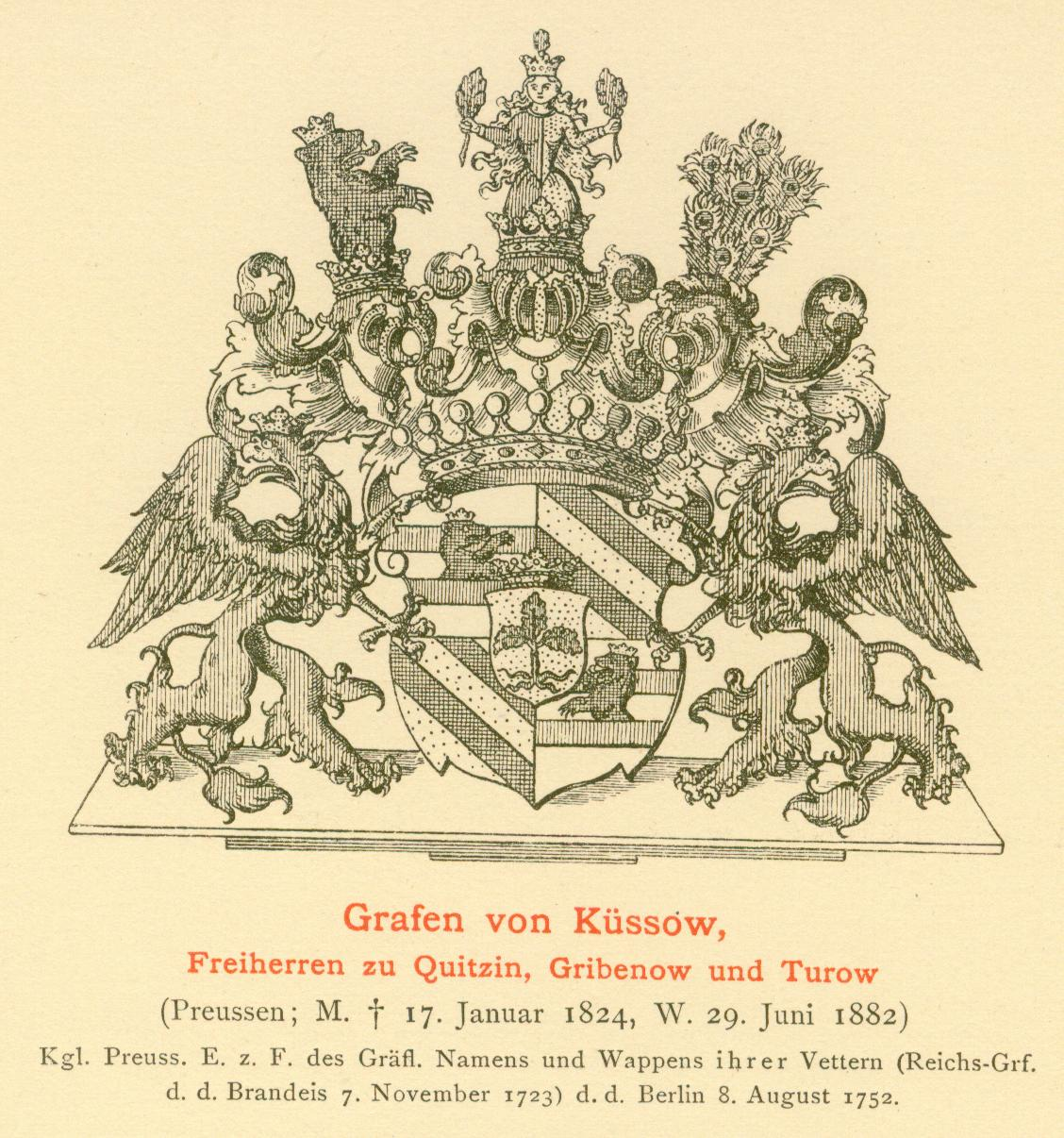
Gräfliches Wappen nach der preußischen Anerkennung von 1752, mit Grafenkrone

1749 wurde er als Nachfolger von Johann Eitel von Brandt zum Landrat des Kreises Soldin in der Neumark ernannt. Das Amt übte er bis zu seinem Tode 1758 aus; sein Nachfolger war  Wilhelm Richard von Schöning.
Sein Vetter Erasmus Ernst Friedrich von Küssow, kurtrierscher Kammerherr, hatte 1723 ein Reichsgrafendiplom und 1724 ein schwedisches Grafendiplom erwirkt. Als 1752 die hinterpommerschen Küssows eine preußische Anerkennung des Grafenstandes erwirkten, galt diese Anerkennung auch für Christian Friedrich von Küssow, nunmehr Christian Friedrich Graf von Küssow.
Christian Friedrich von Küssow war mit seiner Verwandten Dorothea Eleonora von Küssow verheiratet (* 1717). Aus der Ehe gingen drei Töchter und ein Sohn hervor. Der Sohn Behrendt George Friedrich von Küssow (* 1746; † 1802) war zuletzt preußischer Major und Erbherr auf Megow. Dessen Tochter Johanna Friederike Albertine (* 1796; † 1857) war mit dem preußischen General Leopold von Gerlach verheiratet.